# Zöldpúpú susulyka
A zöldpúpú susulyka (Inocybe corydalina) a susulykafélék családjába tartozó, lomberdőkben termő, mérgező gombafaj.

## Megjelenése
A zöldpúpú susulyka kalapjának átmérője 3–8 cm, fiatalon harang alakú, majd domborúvá válik, közepén púppal. Színe  piszkosfehér, szürkés-okkeres; púpja jól elkülönülően patinazöldes, kékeszöldes vagy szürkészöldes. Felülete sima vagy rányomottan pikkelykés. Húsa fehéres, a púp alatt zöldes. Vágásra többnyire nem vörösödik. Szaga édeskés, túlérett körtére vagy odvas keltikére emlékeztet; íze nem jellegzetes.
Sűrűn elhelyezkedő, tönkhöz növő lemezei fiatalon halványszürkések, később piszkosbarnák. Spórapora olívabarna. Spórái oválisak vagy mandula alakúak, sima felszínűek, 7-9 x 4,5-6 µm-esek.
Tönkje 4–9 cm magas, 1–2 cm vastag. Alakja hengeres, egyenes; néha a tövénél kissé meghajolhat és kissé gumós lehet. Színe fehéres, alja gyakran zöldesszürke.

### Hasonló fajok
A szintén mérgező körteszagú susulykával lehet összetéveszteni.

## Elterjedése és élőhelye
Európában és Észak-Amerikában honos. Magyarországon ritka. Lomberdőkben, főleg tölgy és bükk alatt található meg. Júniustól októberig terem.
Mérgező, muszkarint és kis mennyiségben pszichoaktív hatású pszilocibint és beocisztint tartalmaz. 

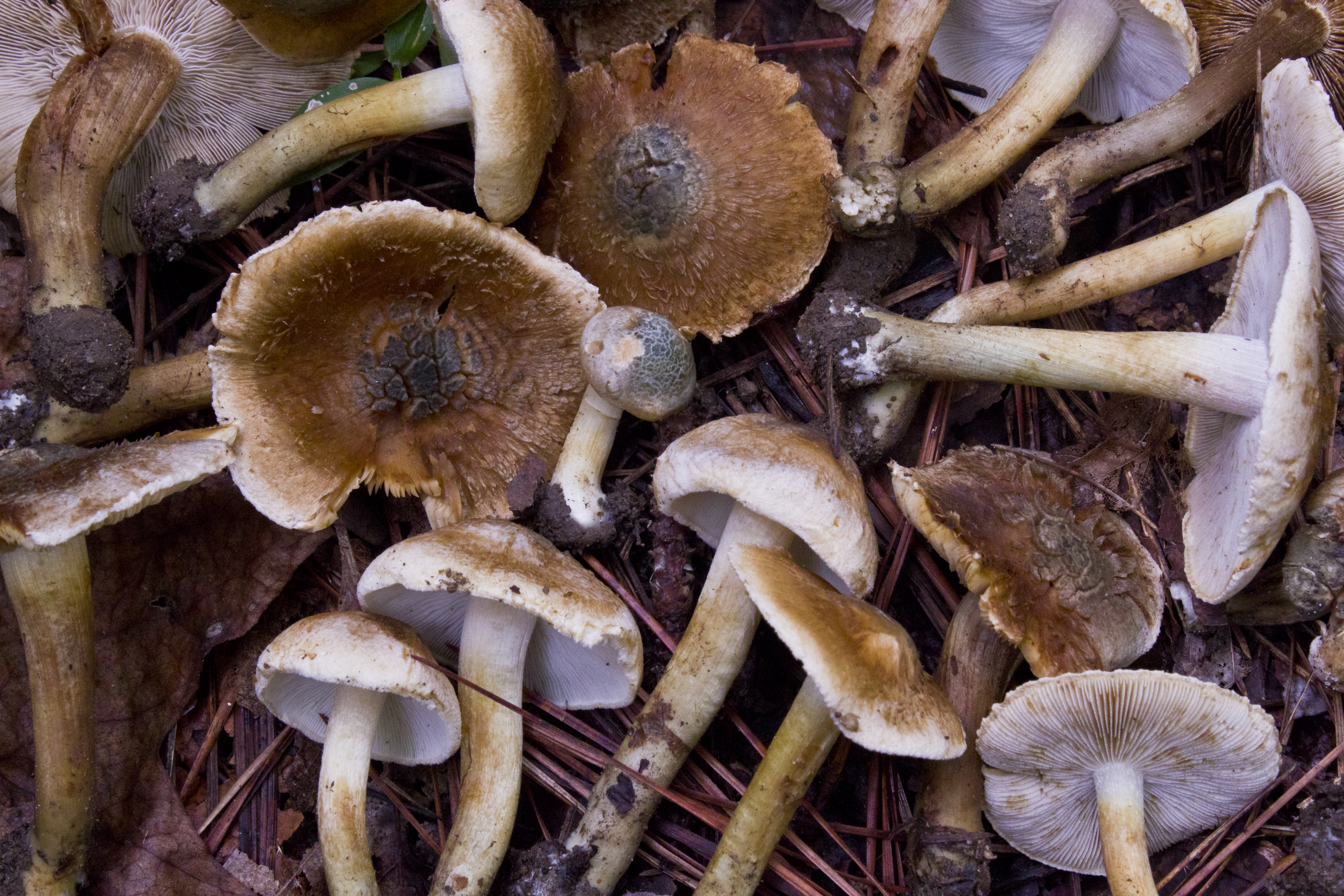
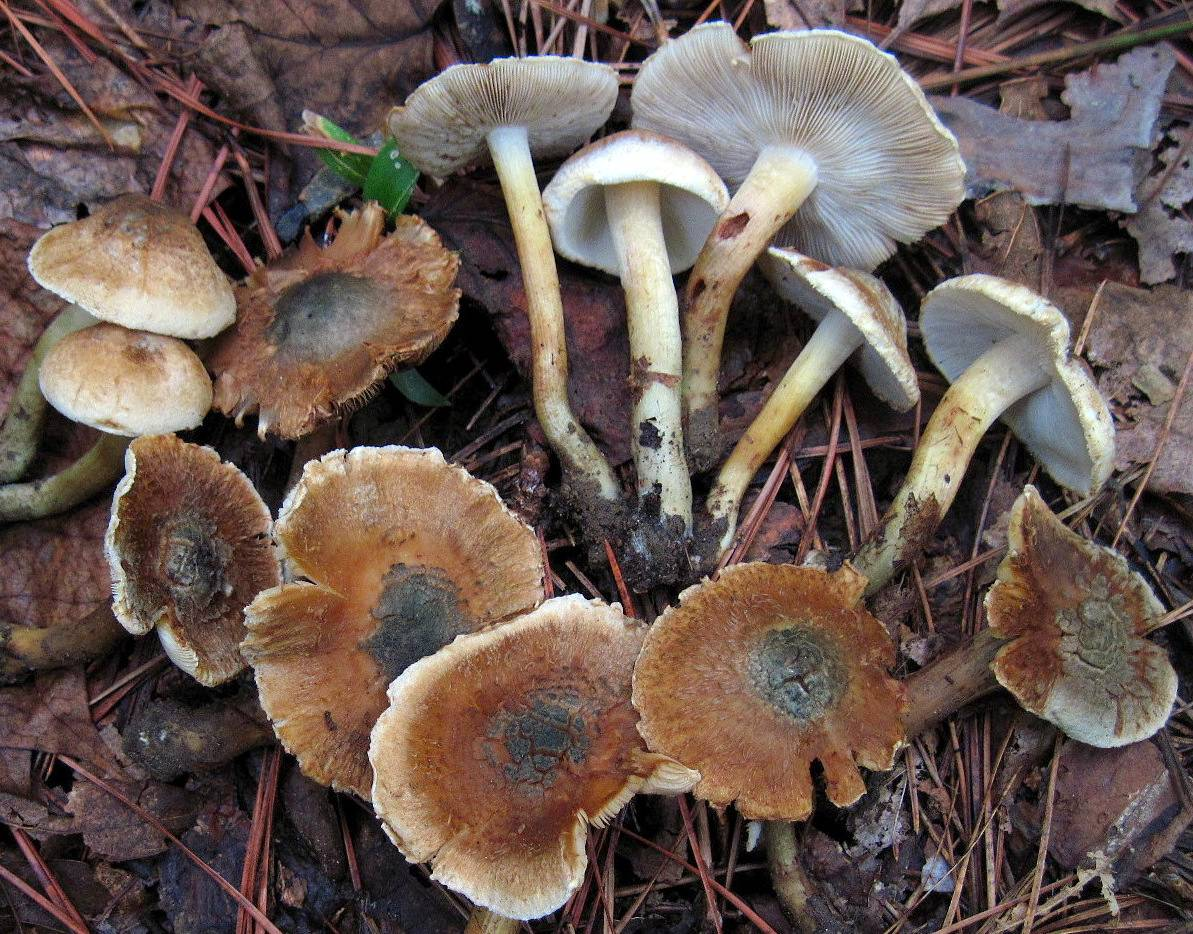
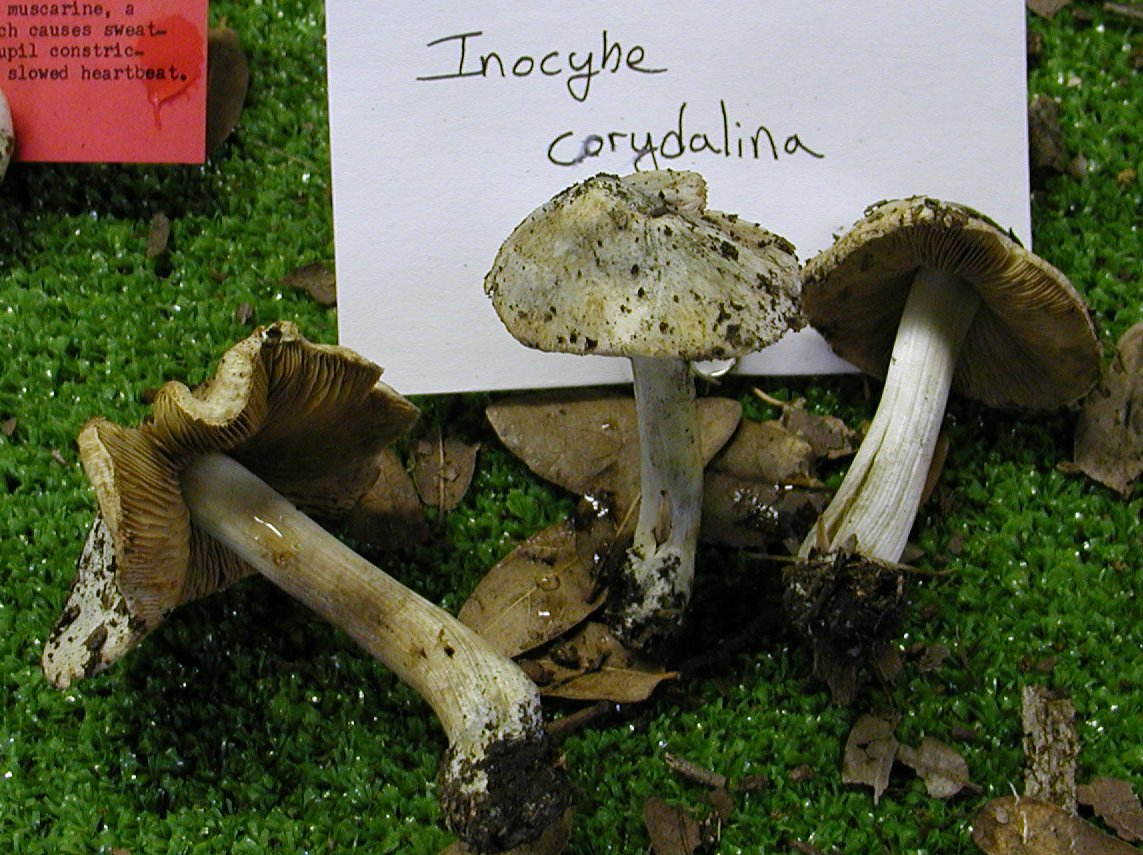